# Список персонажей аниме «Соник Икс»

Рекламный плакат к аниме. В центре: Соник. По часовой стрелке с нижнего правого угла: Крис, Чиз, Эми, Крим, Элла, Чак, Наклз, Биг, Боко, Эггман, Руж, Деко, Шедоу, Боккун, Фрогги и Тейлз

Оригинальным дизайнером персонажей «Соник Икс» (яп. ソニックＸ Соникку Эккусу, англ. Sonic X) выступил Юдзи Уэкава. Дизайнером оригинальных персонажей был Сатоси Хираяма. Дизайнером роботов — Ясухиро Морики.
Во многих сериях приведены характеристики всех персонажей и роботов, присутствующих в аниме: биологические данные, род занятий, предпочтения.

## Главные персонажи

### Ёж Соник
Ёж Соник (яп. ソニック・ザ・ヘッジホッグ Соникку дза Хэдзихоггу, англ. Sonic the Hedgehog) — главный герой. Возраст: 15 лет. Синий ёж с зелено-изумрудными глазами, обутый в красные кеды, застегивающиеся белым ремнем с позолоченной пряжкой. Обладает способностью передвигаться на сверхзвуковой скорости.
Дружелюбен, приветлив, честен, легко заводит друзей, свободолюбив и слегка безрассуден. Предпочитает проводить своё время, путешествуя по миру в поисках приключений. Его довольно трудно, порою практически невозможно, заставить делать то, что он не хочет. Не любит воду, поскольку не умеет плавать, и замкнутые пространства, доводящие его порой до приступов клаустрофобии.
Хотя Соник и производит впечатление легкомысленного мальчишки, в момент кризиса он способен полностью сосредотачиваться на поставленной перед ним задаче. В бою полагается в основном на свою скорость, с которой может тягаться редкий противник. Также может управлять энергией Изумрудов Хаоса; при наличии всех семи превращается в Супер Соника, способного летать, телепортироваться и исцелять прикосновением. Имеет так же и Дарк форму.
Роль озвучивают: Дзюнъити Канэмару (яп.), Джейсон Гриффит (англ.)

### Кристофер Торндайк
Кристофер Торндайк (яп. クリストファー・ソーンダイク  Курисутофа: Со:ндайку, англ. Christopher «Chris» Thorndyke) — возраст: 12 лет в 1-2 сезонах, 18 лет — в 3 сезоне (хотя биологический возраст в связи с ошибкой в устройстве телепорта соответствует 12-ти годам). Мальчик с рыжевато-каштановыми волосами и синими глазами. Обычно носит костюм, отдаленно напоминающий футбольную форму.
До встречи с Соником жил очень одиноко, так как у его родителей не было времени на его воспитание. В первом эпизоде спасает тонущего в бассейне Соника и в дальнейшем регулярно участвует в приключениях ежа и его друзей. Искренне привязан к Сонику и относится к нему, как к родному брату. Также дружен с Тейлзом и Эми, Наклзом и Крим с Чизом, испытывал дружеские чувства к Шэдоу. Ему было особенно нелегко прощаться с командой Соника.
Роль озвучивают: Санаэ Кобаяси (яп., ребёнок), Масакадзу Морита (яп., взрослый), Сьюзен Голдиш (англ., ребёнок), Майкл Синтерниклаас (англ., взрослый)

### Майлз «Тейлз» Прауэр
Майлз «Тейлз» Прауэр (яп. マイルス「テイルス」パウアー Майрусу Тэйрусу Пауа:, англ. Miles «Tails» Prower) — лучший друг Соника. Возраст: 8 лет. Рыжий голубоглазый лисёнок с двумя хвостами, с помощью которых он умеет летать, но в первом сезоне пользовался этим крайне редко. Скромный, робкий и стеснительный вундеркинд. Талантливый механик (создал самолёты «Торнадо Икс» и «Гиперторнадо», на которых часто летал с Соником), любит науку и технику. Вначале Тейлз довольно неуверен в себе, но позже он становится отважнее и проявляет лидерские качества, в 3-м сезоне став капитаном космического корабля «Голубой Тайфун». Он полюбил инопланетянку Космо, однако их отношения закончились трагедией.
Роль озвучиват: Рё Хирохаси (яп.), Эми Палант (англ.)

### Эми Роуз
Эми Роуз (яп. エミー・ローズ Эми: Ро:дзу, англ. Amy Rose) — «самопровозглашенная» подружка Соника. Возраст: 12 лет. Розовая ежиха с зелено-нефритовыми глазами, одета в красное платье и красные с белым сапожки. На руках золотые браслеты. Колючки собраны красной лентой. Атакует с помощью Молота Пико-Пико (англ. Piko Piko Hammer). Кроме Соника, Эми дружит с Тейлзом и Крим, к которой относится как к младшей сестре. Мечтательная и заботливая, она готова хоть вечность преследовать свою цель: завоевать сердце Соника. Иногда совершает безрассудные поступки, идентичные случаю, когда она бросилась за Соником на планету Метарексов, затопленную водой.
Роль озвучивают: Таэко Кавата (яп.), Лиза Ортис (англ.)

### Ехидна Наклз
Ехидна Наклз (яп. ナックルズ・ザ・エキドゥナ Наккурудзу дза Экидона, англ. Knuckles the Echidna) — единственный страж Мастер-Изумруда. Возраст: 16 лет. Красная ехидна с фиолетовыми глазами и массивными кулаками.
Упрям, и большинство проблем привык решать дракой. Считает охрану Мастер-Изумруда целью всей своей жизни. Известен как охотник за сокровищами, может чуять Изумруды на расстоянии и подчинять их энергию себе. Его физическая сила настолько же огромна, как скорость у Соника. Знает множество преданий. Во 2-м сезоне раскрываются некоторые детали гибели его клана, последним представителем которого он и является.
Наклз подчёркнуто редко контактирует с командой Соника, но, тем не менее, всегда приходит им на помощь. Из-за этого он довольно редко появлялся в 1-м сезоне, но в ходе сериала его роль увеличивается. Хотя они с Соником — извечные соперники, связанные очень непростыми противоречивыми отношениями, Наклз признает, что у Соника «получается быть героем лучше», чем у него. Несколько раз за сериал он вступал с Соником в бой, но победитель так ни разу не был выявлен. Очень доверчив, на протяжении всего сериала был неоднократно обманут доктором Эггманом. Однако, он всегда готов простить и спасти жизнь любого, даже если это жизнь противника.
Роль озвучивают: Нобутоси Канна (яп.), Дэн Грин (англ.)

### Крольчиха Крим
Крольчиха Крим (яп. クリーム・ザ・ラビット Кури:му дза Рабитто, англ. Cream the Rabbit) — беззаботная крольчиха. Ей 6 лет. Крим редко можно встретить без своего верного друга — чао Чиза. Дружит с Эми и очень добра к Тейлзу, одна из немногих, кто поддерживает Наклза. Её мать зовут Ванилла. В 3-м сезоне Крим становится уже не совсем второстепенным персонажем так как улетает вместе с Соником и другими в космос. Во время путешествия в битвах с метарексами не раз вместе с Эми вылетала на боевых кораблях (которыми управляла сама).
Роль озвучивают: Саяка Аоки (яп.), Ребекка Хэндлер (англ.)

### Чиз
Чао Чиз (яп. チーズ・ザ・チャオ Ти:дзу дза Тяо, англ. Cheese the Chao) — маленький чао, лучший друг и сопроводитель Крим. Возраст 9 лет. Обладая маленьким ростом (чему собственны все чао) обладает немалой для него силой.
Роль озвучивает Рё Хирохаси (яп.), Ребекка Хэндлер (англ.)

## Эггман и его слуги

### Доктор Эггман
Доктор Эггман (яп. Ｄｒ．エッグマン Докута: Эггуман, англ. Doctor Eggman) — злодей и главный враг Соника. Возраст 56 лет. Его прозвище переводится как «Человек-яйцо», которое он получил из-за фигуры. Цель его жизни — заполучить Изумруды Хаоса и покорить мир, для чего он использует армии собственноручно созданных роботов. Во втором сезоне пытался захватить мир при помощи Хаоса, бога разрушений. Но тот, достигнув формы Совершенного Хаоса, решил избавиться от хозяина. В третьем сезоне Эггман помогал Сонику в борьбе с Метарексами, но и бывало что он заключал с Метарексами союз (что как оказалось было попыткой завоевать их доверие и тем самым выведать их тайные планы). Очень умён и эрудирован (его IQ равен 300 баллам), является гениальным изобретателем с развитыми навыками инженера и хакера. Доктор Эггман безусловно является очень грозным врагом Соника, но его непомерные самолюбие, гордыня, самоувереннось, заносчивость и прямолинейность раз за разом сводят на нет все его достижения.
Роль озвучивает Тикао Оцука (яп.), Майкл Поллок (англ.)

### Деко
Деко (яп. デコー Дэко:, англ. Decoe) — робот — слуга Эггмана. Его характер не лишён доброты. Во 2-м сезоне он вместе с Боко уходит от бесплатной службы Эггмана в поместье Торндайков, в версии 4Kids его голос компьютеризирован. Голоса и новые идеи двух роботов постоянно раздражают Доктора Эггмана.
Роль озвучивает Кэн Ямагути (яп.), Эндрю Рэннелс (англ.)

### Боко
Боко (яп. ボコー Боко:, англ. Bocoe) — робот — слуга Эггмана. Его характер не лишён доброты. Во 2-м сезоне он вместе с Деко уходит от бесплатной службы Эггмана в поместье Торндайков, в версии 4Kids его голос компьютеризирован. Голоса и новые идеи двух роботов постоянно раздражают Доктора Эггмана.
Роль озвучивает Бин Симада (яп.), Даррен Данстан (англ.)

### Боккун
Боккун (Робот-гонец) (яп. ボックン（メッセンジャーロボ） Боккун (Мэссэндзя: Робо), англ. Bokkun) — курьер Эггмана. Часто привозит Сонику видеопослания доктора Эггмана, напоминающие телевизоры, с самоуничтожением. Инфантилен. Вооружен бомбами и умеет обороняться. В 3-м сезоне признаётся, что влюблен в Крим. В первом сезоне версии 4Kids говорит полуохрипшим голосом, во 2 и 3 сезоне его голос стал более похож на детский.
Роль озвучивает Юмико Кобаяси (яп.), Эндрю Рэннелс (англ.)

## Семья Криса

### Чак Торндайк
Чак Торндайк (яп. チャック・ソーンダイク Тякку Со:ндайку, англ. Chuck Thorndyke) — дедушка Криса. Возраст: 55 лет. Классический образ старика-ученого: он очень часто выглядит сумасшедшим или чересчур рассеянным, но, в остальное время, он вполне обычный и остроумный, или даже серьёзный. Очень талантлив. Всегда готов прийти на помощь. Хотя из-за своей рассеянности всегда оказывается, что он о чём-то забыл или что-то упустил. Чак помогает команде Соника. Очень сдружился с Тейлзом, с которым у него общие интересы — кибернетика. Вместе они разбирали самолет «Торнадо 2», полностью перепроектировали его и назвали «Торнадо Икс». Примечательно, что Чак немного похож на Доктора Эмметта Брауна из трилогии «Назад в будущее».
Роль озвучивает Бин Симада (яп.), Джерри Лобоззо (англ.)

### Нельсон Торндайк
Нельсон Торндайк (яп. ネルソン・ソーンダイク Нэрусон Со:ндайку, англ. Nelson Thorndyke) — отец Криса. Возраст: 43 года. Генеральный директор компании Starship Soft, контролирующей 95 % мирового рынка компьютеров.
Роль озвучивает Кэн Ямагути (яп.), Тэд Люис (англ.)

### Линдси Торндайк
Линдси Торндайк (яп. リンゼー・ソーンダイク Риндзи: Со:ндайку, англ. Lindsey Thorndyke) — мать Криса. Возраст: 37 лет. Популярная киноактриса. Считает, что Соник и его друзья — переодетые люди. Не умеет готовить.
Роль озвучивает Наоми Синдо (яп.), Дженнифер Джонсон (англ.)

### Сэм Спид
Сэм Спид (яп. サム・スピード Саму Супи:до, англ. Sam Speed) — прирождённый гонщик, дядя Криса, командир скоростного отряда полиции, более известный под различными придумываемыми им прозвищами. Пытался обогнать Соника с первой серии, но все попытки всегда оказывались тщетными.
Роль озвучивает Соитиро Танака (яп.), Грег Эбби (англ.)

### Элла
Элла (яп. エラ Эра, англ. Ella) — повар и горничная в доме Торндайков. Возраст: 38 лет. Любит свою работу и ненавидит грязь. Элла быстро подружилась с Эми и Крим, которые помогали ей готовить и накрывать на стол.
Время от времени Элла бывает импульсивной. Участвовала в турнире за Изумруд Хаоса, сражаясь с Бигом с помощью сковородки (в американской версии эта сцена была вырезана).
Элла — не только горничная. Она также неплохой пилот: знает, как управлять самолетом Тейлза «Торнадо-Икс».
Роль озвучивает Кудзира (яп.), Майк Поллок (англ.)

### Эдвард Танака
Эдвард Танака (яп. エドワード・タナカ Эдова:до Танака, англ. Edward Tanaka) — телохранитель семьи Торндайк. Возраст: предположительно 35 лет. Увлекается восточными единоборствами. В серии Daikonsen! Chris no Homeparty рассказывает Крису, что с самого начала знал всё о Сонике и его друзьях.
Роль озвучивает Наоки Имамура (яп.), Даррен Данстан (англ.)

## Одноклассники Криса

### Хелен
Хелен (яп. ヘレン Хэрэн, англ. Helen) — одноклассница и подруга Криса. Передвигается с помощью инвалидного кресла. Любит любоваться цветами, растущими на острове посреди озера неподалеку от Стейшн-Сквер.
Роль озвучивает Норико Хидака (яп., ребёнок/взрослая), Эми Бирнбаум (англ., ребёнок/взрослая)

### Дэниел
Дэниел (яп. ダニエル Даниэру, англ. Daniel) — одноклассник и друг Криса. Любит спортивные состязания и кататься на «Торнадо-Икс». Не раз помогал Сонику и его друзьям. Участвовал в турнире за Изумруд Хаоса.
Роль озвучивает Наоми Синдо (яп., ребёнок/взрослый), Рэйчел Лиллис (англ., ребёнок), Грег Эбби (англ., взрослый)

### Френсис
Френсис (яп. フランシス Фурансису, англ. Frances) — одноклассница и подруга Криса. Девочка с рыжими волосами. Носит красный комбинезон. Яркая и энергичная личность.
Роль озвучивает Юка Сиояма (яп.), Керри Уильямс (англ.)

## Нейтральные персонажи

### Ёж Шэдоу
Ёж Шэдоу (яп. シャドウ・ザ・ヘッジホッグ Сядо: дза Хэдзихоггу, англ. Shadow the Hedgehog) — совершенная форма жизни, персонаж с одной из самых трагических судеб. Возраст: биологически соответствует 15 годам, но фактически ему 65 лет, учитывая тот факт, что он 50 лет спал, перед тем как прилетел на Землю. Чёрный ёж с красными глазами и красными полосами на иглах, руках и ногах. Экипирован золотыми браслетами, служащими ограничителями его силы, и массивными реактивными ботинками.
Шэдоу — создание родного дедушки доктора Эггмана, Джеральда Роботника. Единственный друг Шэдоу — внучка Джеральда Роботника, Мария, погибла, но перед смертью она успела спасти Шэдоу, отправив его на Землю в криогенной капсуле. Пробудившись от своего 50-летнего сна, ёж не помнил ничего, кроме того, как погибла Мария. С тех пор он одержим единственной идеей — исполнить «последнюю волю» девочки и отомстить всему человечеству. Однако в ходе сюжета в его сердце всё же происходит переворот, и он отказывается от мести, став гораздо более положительным героем. Как правило, Шэдоу всегда старается оставаться спокойным даже перед лицом опасности. Однако он крайне раздражителен, а к врагам безжалостен, и держать себя в руках ему удаётся не всегда.
Роль озвучивает Кодзи Юса

### Летучая мышь Руж
Летучая мышь Руж (яп. ルージュ・ザ・バット Ру:дзю дза Батто, англ. Rouge the Bat) — воровка и охотница за сокровищами. Возраст: 18 лет. Белая летучая мышь с зелёно-голубыми глазами. Одета в облегающий чёрный костюм с узором в виде сердца.
Во время пребывания на Земле была вынуждена работать на правительство, чтобы не быть осуждённой за кражу драгоценностей из музея. Позже стала напарницей агента GUN Топаз. В 3-м сезоне выполняла миссию вместе с Шэдоу. Неоднократно пыталась украсть у Наклза Мастер Изумруд, что приводило даже к дракам, хотя ближе к концу 2-го сезона начинает испытывать романтический интерес (безответный) к Наклзу.
Роль озвучивает Руми Отиай

### Крольчиха Ванилла
Крольчиха Ванилла (яп. ヴァニラ・ザ・ラビット Ванира дза Рабитто, англ. Vanilla the Rabbit) — мать Крим. Добра, но в то же время строга. Во 2-м сезоне искала свою дочь.
Роль озвучивает Саяка Аоки

### Кот Биг
Кот Биг (яп. ビッグ ・ザ ・キャット Биггу дза Кятто, англ. Big the Cat) — 18-летний кот. Любит рыбачить. Он не расстаётся со своим другом, лягушкой Фрогги. Дружит со всеми положительными персонажами.
Роль озвучивает Такаси Нагасако

### Фрогги
Каэру-кун (Фрогги) (яп. カエルくん （蛙君） Каэру кун, англ. Froggy) — лучший друг кота Бига. Однажды проглотил часть Хаоса, и у него вырос необычный хвост. Впоследствии Хаос отнял у него это свойство.
Роль озвучивает Томохиса Асо

### E-102 «Гамма»
E-102 «Гамма» (яп. E-１０２ ガンマ И: Хяку Ни Гамма, англ. E-102 Gamma) — второй робот в разработанной Эггманом серии E-100.
Роль озвучивает Наоки Имамура

### Эмерл
Эмерл (яп. エメル Эмэру, англ. Emerl) — робот Эггмана. Высота: 110 см. Способен копировать чужие боевые навыки.

## Детективное агентство «Хаотикс»

### Крокодил Вектор
Крокодил Вектор (яп. ベクター・ザ・クロコダイル Бэкута: дза Курокодайру, англ. Vector the Crocodile) — огромный 20-летний крокодил, главарь детективного агентства Хаотикс. Заядлый меломан, не расстающийся с наушниками, а также очень хорошо умеющий играть на пианино. Во 2 сезоне, как и остальные Хаотиксы, имел, по большей части, фоновую роль, однако в 3 их появления заметно учащаются. Там Вектор, желая произвести впечатление на Ваниллу, решает отправиться в космос по её же просьбе. Ближе к финальной развязке наравне с Соником и остальными борется против Метарексов. Несмотря на его самоуверенный и местами вздорный характер, Вектор в глубине души сентиментальный романтик, и у него действительно доброе сердце.
Роль озвучивает Кэнта Миякэ

### Хамелеон Эспио
Хамелеон Эспио (яп. エスピオ・ザ・カメレオン Эсупио дза Камэрэон, англ. Espio the Chameleon) — 16-летний хамелеон, неформальный лидер команды Хаотикс. Он умён, хладнокровен, рассудителен. В целом, единственный Хаотикс, полагающийся исключительно на здравый смысл, не теряя самообладания, и просто прирождённый лидер. Терпеть не может глупостей Вектора и Чарми, но зачастую сам становится их невольным участником. Характерная черта его способностей: навыки ниндзя. Он метает кунаи, сюрикены, умеет становиться невидимым, сливаясь с окружающим пейзажем. Много времени проводит за тренировками и медитацией.
Роль озвучивает Юки Масуда

### Пчела Чарми
Пчела Чарми (яп. チャーミー・ビー Тя:ми: Би:, англ. Charmy Bee) — 6-летняя пчела. Третий и последний участник агентства Хаотикс. В отличных отношениях почти со всеми персонажами, хотя частенько и надоедает Вектору своими детскими проблемами. В число его способностей входят полёт, «пыльца для потери сознания», и острое жало. В обычное время любит поесть мороженого или посидеть в кафе.
Роль озвучивает Ёко Тэпподзука

## Люди

### Мистер Стюард
Мистер Стюарт (яп. スチュワート先生 Сутюа:то-сэнсэй, англ. Mr. Stewart) — учитель Криса, по совместительству тайный агент. Во 2-м сезоне ему было поручено расследование, связанное с проектом «SHADOW».
Роль озвучивает Митио Накао

### Топаз
Топаз (яп. トパーズ Топа:дзу, англ. Topaz) — агент GUN и напарница Руж. Поначалу Топаз невзлюбила летучую мышь за её своенравный характер и вызывающее поведение. Однако постепенно их сложные взаимопонимания переходят сначала в партнёрство, а затем и в дружбу.
Роль озвучивает Юкари Хикида

### Майкл К.
Майкл К. (яп. マイケル・K Майкэру Кэй, англ. Michael K.) — президент неназванной страны (судя по его резиденции, напоминающий Белый Дом, действие аниме происходит в США). Оригинальный персонаж аниме.
Роль озвучивает Томохиса Асо

### Джером Уайз
Джером Уайз (яп. ジェローム・ワイズ Дзеро:му Вайдзу, англ. Jerome Wise) — пресс-секретарь Президента. Старался поддерживать президентский рейтинг на достойном уровне. Джером был инициатором благотворительного вечера в честь разгрома базы Доктора Эггмана в серии Eiyuu Sonic wo Oe!, на котором, по его замыслу, Соник и президент должны были публично пожать друг другу руку. Уайз хотел таким образом поднять президентский рейтинг. После провала этого плана Уайз организовал гонку между Соником и дядей Криса Сэмом Спидом. Президент должен был пожать руку победителю гонок. Но всё обернулось таким образом, что Джерома сместили с государственной должности за сговор с Доктором Эггманом.
Роль озвучивает Кодзи Харамаки

### Скарлетт Гарсия
Скарлетт Гарсия (яп. スカーレット・ガルシア Сука:рэтто Гарусиа, англ. Scarlett Garcia) — телеведущая, комментатор и корреспондент SSTV, помогала расследовать проект «SHADOW».
Роль озвучивает Юка Сиояма

### Альфред Батлер
Альфред Батлер (яп. アルフレッド・バトラー Аруфурэддо Батора:, англ. Alfred Butler) — смотритель бейсбольного стадиона Diamond Stadium.
Роль озвучивает Томохиса Асо

### Хоук
Хоук (яп. ホーク Хо:ку, англ. Hawk) — китаец, спасённый Наклзом в древнем храме, помог найти ему Изумруд Хаоса и подарил ему стальные перчатки. Позже был одним из участников на турнире за Изумруд Хаоса.
Роль озвучивает Такэхару Ониси

## Персонажи 3-го сезона

### Космо
Сидрианка Космо (яп. コスモ Косумо, англ. Cosmo) — одна из последних представителей древней расы антропоморфных растений. Последняя дочь Орфины и Лукаса (ставший Дарк Оуком) и младшая сестра Галаксины. Голубоглазая девочка-растение с короткими, напоминащими листья, салатовыми волосами и двумя красными бутонами на голове.
После того как колония, в которой она родилась, была уничтожена. Космо отправилась на родную планету Соника, чтобы найти того, кто способен управлять силой Изумрудов Хаоса. Вместе с его командой она отправилась в космическое путешествие, во время которого очень сблизилась с Тейлзом. Однако их отношения были недолгими: в финальной битве Космо пожертвовала собой, слившись с телом врага, чтобы ослабить его, и Тейлз был вынужден сделать решающий выстрел, уничтоживший и Космо, и Метарексов.
Роль озвучивает Эцуко Кодзакура

### Дарк Оук
Дарк Оук (яп. ダークオーク Да:ку О:ку, англ. Dark Oak) — Верховный Лидер Метарексов. Главный антагонист 3 сезона. Серьёзен, очень умён и хитёр. Одержим идеей превосходства флоры над фауной и очень долгое время скрывал свои истинные мотивы. Обладает неограниченным доступом к передовым технологиям своей расы, что, в сочетании с его боевым мастерством, делает его очень грозным врагом даже для Супер Соника. Однако в очень давние времена он был известен под именем Лукас и принадлежал к расе Сидрианов (расе Космо), он был ярым защитником своей родной планеты, никогда не сдаваясь давал отпор многочисленным врагам, нападавших на его мир и пресекая все их попытки править вселенной. Но шло беспощадное время, его амбиции и убеждения извратились, Лукас стал считать что вселенная больна и она должна быть изменена. Став Дарк Оуком он стремился завоевать всю галактику в надежде создать идеальный, по его пониманию, мир без конфликтов и разрушений, невзирая на любые жертвы (даже жизни целых рас). Однако потерпев неудачу от рук Соника и его друзей, он решил просто покончить со вселенной, уничтожив её. После своего окончательного поражения, перед своей гибелью, он раскаялся и признал все свои ошибки.
Его имя переводится как Тёмный Дуб.
Роль озвучивает Дзёдзи Наката, Кацуюки Кониси

### Рэд Пайн
Рэд Пайн - один из четырёх генералов Метарексов. Очень хладнокровный и осторожный. Превращение Соника и Шэдоу в свои суперформы и их дальнейшее сражение сопровождалось огромным выбросом энергии, который породил чудовищную по силе гравитационную аномалию. Корабль Рэд Пайна оказался в опасной близости и, вместе со своим владельцем, был поглащён.
Его имя переводится как Красная Сосна.
Роль озвучивает Хотю Оцука

### Пейл Бейлиф
Пейл Бейлиф - один из четырёх генералов Метарексов. Является одним из самых умных Метарексов, он известен своей тактичностью и находчивостью, он всегда ищет наиболее разумные варианты решения своих проблем. Вместе с этим он является очень грозным противником и сам по себе невероятно силён (он мог отражать усиленные энергией кольца атаки Соника буквально голыми руками).
Его имя переводится как Бледный Лавр.
Роль озвучивает Дзюрота Косуги

### Блэк Нарциссус
Блэк Нарциссус - один из четырёх генералов Метарексов. Умный, тихий, прагматичный, но очень самовлюблённый. Питает склонность к разного рода опытам и считает что ключ к победе лежит через понимание своего врага: он даже вместо того чтобы начать биться с Соником, решил для начала испытать его способности в целях эксперимента. Скорость Соника произвела на него неизгладимое впечатление и он твёрдо намерен узнать всё о её происхождении.
Его имя переводится как Чёрный Нарцисс.
Роль озвучивает Кэн Нарита

### Еллоу Зелкова
Еллоу Зелкова - один из четырёх генералов Метарексов. Считает себя физически сильнейшим Метарексом. По сравнению со своими товарищами Еллоу Зелкова не слишком сообразительная личность, он хвастлив и заносчив, считает что грубая сила способна решить любую проблему. В дальнейшем несколько раз сражался с Соником и его друзьями (в частности с Наклзом). В последнем бою был укомплектован устройством Эггмана, дающее ему силовое поле, блокирующие любые атаки врагов, но Наклз смог пробить и поле, и его броню. Лишенный своей брони он пытался продолжать бой, но Наклз ударом столкнул его в лавовую яму. Наклз пытался помочь ему выбраться, однако Зелкова смирившись со своей судьбой, соскальзывает в лаву и погибает.
Его имя переводится как Жёлтая Зельква
Роль озвучивает Такэси Ватабэ.

### Молли
Капитан Молли (яп. モリ Мори, англ. Captain Molly) - уроженка планеты Каскад и член сопротивления, она была спасена Шэдоу когда Эггман прочёсывал сектор в поисках Изумруда Хаоса. В дальнейшем она узнаёт что её соратники встали на сторону метарексов, а так же она подружилась с Шэдоу. В оригинальной японской версии она погибает когда материнский корабль метарексов открыл огонь по её истребителю и он был взорван. В конце концов Шэдоу сделал ей могилу из обломков, а после окончательной победы над метарексами, чёрный ёжик вновь вернулся на Каскад, и положил на её могилу розовую розу.
Роль озвучивает Сатико Кодзима.

## Термины
- Изумруды Хаоса (яп. カオスエメラルド Каосу Эмэрарудо, англ. Chaos Emeralds) — семь магических самоцветов, позволяющие их владельцу трансформироваться в более быструю, совершенную и менее уязвимую форму. Также они позволяют их владельцам осуществлять Хаос-Контроль. Каждый изумруд заряжен как позитивно, так и негативно, что делает их вечным источником энергии.
- Master Emerald (яп. マスターエメラルド Масута: Эмэрарудо, рус. Главный Изумруд, Верховный Изумруд, Мастер-Изумруд) — большой зелёный изумруд. Согласно легенде, его создали Боги, чтобы сдерживать энергию Изумрудов Хаоса. Мастер-Изумруд содержит неизмеримое количество энергии, которая используется для поддержания острова Ангелов на плаву в небе. Изумруд на острове охранялся ехиднами клана, из которого родом Наклз. На данный момент Мастер-Изумруд охраняет последний из клана, собственно сам Наклз. Вплоть до событий второго сезона Sonic X именно в этом Изумруде на тысячи лет были заточены Хаос и Ехидна Тикал.
- Chaos Control (яп. カオスコントロール Каосу Конторо:ру, рус. Хаос-Контроль, Контроль Хаоса) — способность телепортироваться в другое время и место с помощью Изумрудов Хаоса.
- Вооруженные Силы (яп. 国防軍 Кокубо:гун, сокр. 軍 Гун) — в американской версии фильма вместо Вооруженных Сил — GUN.
- Феномен Соника (Движение за Свободу) (яп. ソニック現象（フリーダムムーブメント） Соникку гэнсё: (Фури:даму му:бумэнто), англ. Freedom Movement) — клуб фанатов Соника.
- Феномен застывшего времени (яп. 時間停滞化現象 Дзикан тэйтай-ка гэнсё:, англ. Time Suspension Phenomenon) — явление, когда два мира соединятся и время остановится.
- Метарексы (яп. メタレックス Мэтарэккусу, англ. Metarex) — киборги, стремящиеся похитить яйца планет и подчинить себе всю галактику.
- Яйца Планет (яп. プラネットエッグ Пуранэтто Эггу, англ. Planet Egg) — магические объекты, напоминающее драгоценные камни; воплощают в себе жизненную силу планет.